# Chrustenice
Chrustenice är en ort i Tjeckien.   Den ligger i regionen Mellersta Böhmen, i den centrala delen av landet, 21 km väster om huvudstaden Prag. Chrustenice ligger 280 meter över havet och antalet invånare är 659.
Terrängen runt Chrustenice är platt åt nordost, men åt sydväst är den kuperad. Chrustenice ligger nere i en dal. Runt Chrustenice är det ganska tätbefolkat, med 192 invånare per kvadratkilometer. Närmaste större samhälle är Kladno, 16,1 km norr om Chrustenice. Trakten runt Chrustenice består till största delen av jordbruksmark.